# S’-ma Čchien
S’-ma Čchien (čínsky pchin-jinem Sīmǎ Qiān, znaky 司馬遷, 145 př. n. l. nebo 135 př. n. l.? – 86 př. n. l.?), zdvořilostním jménem C’-čchang (čínsky pchin-jinem Zǐcháng, znaky 子長), byl čínský historik a spisovatel. Je považován za zakladatele čínské historiografie. Spolu s Hérodotem, s nímž je často srovnáván, bývá dokonce nazýván otcem dějepisu jako takového. Jeho zásadní dílo, Zápisky historika (Š’-ťi), neboli Kniha vrchních písařů, popisuje dějiny Číny od mytických počátků kolem roku 2600 př. n. l. i okolních národů. S’-ma Čchien se v něm pokusil uspořádat historické údaje, zevšeobecnit je a dobrat se pochopení zákonitostí dějin, „cesty Nebes“. Dílo mimořádné svým rozsahem i literární úrovní se stalo vzorem pro pozdější historiky, počínaje Kronikou Chanů z 1. století n. l., i spisovatele.
Pocházel z rodu tradičně se věnujícího historii, jeho otec S’-ma Tchan vykonával u dvora Wu-tiho, císaře říše Chan, funkci dvorského písaře, se zodpovědností za kalendář, císařský archív a knihovnu. Už S’-ma Tchan začal shromažďovat materiály a sepisovat dějiny Číny, roku 110 př. n. l. však nad rozdělanou prací zemřel. S’-ma Čchien slíbil otci, že dílo sestaví. Po smrti otce převzal jeho úřad, roku 104 př. n. l. dokončil sbírání materiálů a začal psát Zápisky.
Roku 99 př. n. l. se zapletl do případu generála Li Linga, potrestaného za neúspěch tažení proti Siungnuům. S’-ma Čchien se Li Linga zastal, což mu vyneslo hněv panovníka, uvěznění a odsouzení k smrti. Neměl prostředky na vykoupení se z trestu, proto náhradou za popravu přivolil k neméně potupné kastraci. Po propuštění z vězení ho císař jmenoval vrchním tajemníkem ve vnitřním sekretariátu čung-šu. V letech 93/91 př. n. l. dokončil své dílo a o několik let později zemřel.

## Život

### Předkové, raná léta
S’-ma Čchien pocházel z rodu tradičně se věnujícího historii a vědám. Ve své autobiografii uvedl, že hodnost dvorského historika zaujímal jeden jeho předek už za vlády čouského Süan-wanga (vládl 827–782 př. n. l.). Je proto možné, že mezi historiky s příjmením S’-ma připomínanými v nápisech na bronzových obřadních nádobách 8. a 7. století př. n. l. jsou i předci S’-ma Čchiena. V 7. století př. n. l. S’-ma Čchienovi předkové přesídlili do státu Ťin, k historii se vrátil až po několika staletích jeho otec S’-ma Tchan, přední učenec své doby. Roku 140 př. n. l., za vlády chanského císaře Wu-tiho, byl jmenován dvorským písařem (太史令, tchaj-š’ ling) V této funkci měl na starosti „záležitosti Nebes“, to jest stanovení kalendáře, určování příznivých a nepříznivých dnů pro obřady a státní úkony, vedení záznamů o znameních. Také vedl zkoušky úředníků, dozíral na výuku na dvorské akademii tchaj-süe a patrně vedl i císařskou knihovnu.
S’-ma Tchanův syn S’-ma Čchien se narodil v místě Lung-men („Dračí vrata“) v okrese Sia-jang (dnešní okres Chan-čcheng v prefektuře Wej-nan v provincii Šen-si) nejspíše roku 145 př. n. l. Už v deseti letech znal klasickou literaturu, později studoval u předních učenců Kchung An-kuoa a Tung Čung-šua. Ve dvaceti letech se vypravil na cestu po Číně, při které poznal zemi od řeky Jang-c’-ťiang po Šan-tung. Vyrazil z Čchang-anu nejdříve do Luo-jangu, pak na horní tok řeky Siang-ťiang, kde na hoře Ťiou-i-šan měl být pohřben legendární vládce Šun. Odtud po řece dorazil do Čchang-ša, u vod řeky Mi-luo-ťiang vzpomenul smrti básníka Čchü Jüana. Poté v dnešním Če-ťiangu navštívil horu Kuej-ťi-šan. Pak vyrazil severním směrem do oblastí starých států Čchi a Lu, kde v Čchü-fu v Konfuciově chrámu uchovávali jeho oděv, vůz a obřadní náčiní. Zpět do metropole cestoval přes Pcheng-čcheng (dnes Sü-čou), rodiště Liou Panga, zakladatele dynastie Chan, kde vyzpovídal místní pamětníky. Délka cesty dosáhla 3–4 tisíc kilometrů a trvat mohla 3–4 roky. Na cestách nasbíral množství materiálu pro připravované dějiny.
Po návratu byl jmenován členem císařské družiny (družiník lang-čung). Sloužil u dvora, byl vysílán na diplomatické mise do zahraničí i inspekční cesty do regionů. Například roku 115 př. n. l. vyjednával s panovníkem Jüe-č’uů spojenectví proti Siungnuům, roku 110 př. n. l. byl vyslán do oblastí Pa a Šu (dnešní S’-čchuan). Po návratu zastihl otce na smrtelné posteli. Otec před smrtí zavázal S’-ma Čchiena k pokračování v jejich rozpracovaném historickém díle, budoucích Zápiscích historika. Po tříletém období smutku převzal roku 108 př. n. l. otcův úřad.

### Vrchní písař
Společně se svým učitelem a astronomem Tchang Tuem (唐都) a desítkami dalších učenců sestavil nový kalendář, nazvaný „kalendář [éry] tchaj-čchu“ (太初历, tchaj-čchu-li). S vyhlášením nového kalendáře byla totiž vyhlášena i nová éra vlády, éra Nového počátku (tchaj-čchu). Nový kalendář založený na starším lunárním kalendáři (Čuan-sü-li, 顓頊曆; kalendář Čuan-süa) převzatém od dynastie Čchin, znamenal výrazný pokrok v měření času v Číně. Učenci jej vytvořili s vysokou přesností na základě pečlivých astronomických pozorování. V kalendáři tchaj-čchu rok trval 365,25 dní (přesněji {\displaystyle 365{\begin{matrix}{\frac {385}{1539}}\end{matrix}}} dní) a sestával z 12 lunárních měsíců, každý z nich trval 29,52 dní ({\displaystyle 29{\begin{matrix}{\frac {43}{81}}\end{matrix}}} dní).
Ve své funkci relativně snadno shromažďoval podklady pro připravované dějiny – měl přístup do vládních archívů, doprovázel císaře při cestách po zemi. Sběr materiálu dokončil roku 104 př. n. l. a začal sepisovat Zápisky.

### Eunuch
Roku 99 př. n. l. se S’-ma Čchien zapletl do případu generála Li Linga, obviněného ze zodpovědnosti za neúspěch tažení proti Siungnuům. Generála se zastal, což mu vyneslo hněv panovníka, a následující rok i uvěznění a obvinění ze zločinu pomluvy císaře, který byl trestán smrtí. Podle tehdejších zákonů se mohl z nejvyššího trestu vykoupit, nebo se nechat vykastrovat. Na výkup neměl prostředky, a muž jeho postavení proto zpravidla v takové situaci volil sebevraždu, ale tím by zmařil přání otce (i vlastní) dokončit Zápisky, proto si vybral kastraci. Trest byl vykonán roku 97 př. n. l. Z vězení ho propustili nejspíše při všeobecné amnestii roku 96 př. n. l. Poté se zařadil mezi palácové eunuchy ve funkci vrchního tajemníka (čung-šu-ling) ve vnitřním sekretariátu čung-šu. Upnul se na dokončení Zápisků, k cíli, jenž mu umožnil vyrovnat se s ponížením, kterého se mu dostalo. Své dílo dopsal do roku 93 nebo 91 př. n. l. Kromě Zápisků zmiňují Chan-šu, dějiny dynastie Chan sepsané počátkem 2. století, také osm S’-ma Čchienových popisných básní fu (賦). Za základní kámen čínské prózy je dnes považován jeho Dopis Ren Anovi, který pojednává o jeho utrpení během aféry Li Ling i o psaní Zápisků. Obsahuje často citovanou větu „Je jen jedna smrt. Pro některé je těžká jako hora Tchaj-šan, pro jiné je lehká jako husí peří. Rozdíl je jen v tom, k čemu smrt používají.“ Tento citát se stal jedním z nejznámějších v celé čínské literatuře.
O závěru jeho života není mnoho známo, zemřel snad roku 86 př. n. l., zvažována jsou ale i jiná data: kolem roku 90 př. n. l., v letech 86/85 př. n. l. nebo až roku 78 př. n. l. nejopatrnější historikové považují rok jeho smrti za nezjistitelný.

## Zápisky historika

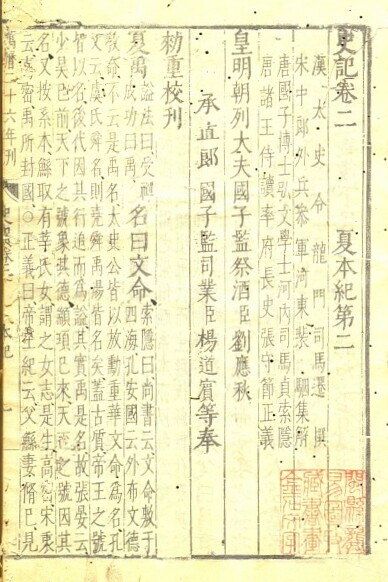
První stránka 2. kapitoly („Dynastie Sia“) Zápisků historika

Nejdůležitějším dílem S’-ma Čchiena jsou Zápisky historika, neboli Kniha vrchních písařů (pod tímto názvem roku 2012 vyšel v nakladatelství Karolinum obsáhlý výbor v překladu Olgy Lomové). Jeho novátorská historická práce překonala úroveň tradičních čínských dynastických kronik. Kroniky ve stručných zápisech zachycovaly události u dvora toho kterého státu. S’-ma Čchien naproti tomu popisuje dějiny čínských států a říší i okolních národů po dobu dvou tisíciletí – od mytických dob po jeho současnost. O posledním století, vládě dynastie Chan, měl nejvíce informací, a tak je mu věnována polovina Zápisků.
Ve svém díle se S’-ma Čchien snažil se pochopit „cestu Nebes“, logiku vzestupu a úpadku států a dynastií a objasnit principy života v Podnebesí. Vzhledem ke svým neblahým zkušenostem s poměry u císařského dvora je v Zápiscích otevřený a kritický, především k císaři Wu-timu.
Zápisky historika sestávají ze 130 kapitol, mají přes půl miliónu znaků čínského písma. Kompozičně jsou složitým dílem, rozděleným na části uspořádané chronologicky i tematicky. Sestávají z pěti oddílů: nejdříve je ve 12 kapitolách „Kořenů a počátků“ podán přehled dvou a půl tisíciletí čínských dějin od Žlutého císaře po současnost autorů; klíčové události jsou znovu shrnuty v 10 kapitolách chronologicky uspořádaných „Tabulek“; následuje 8 kapitol „Pojednání“ rozebírajících témata podle autorů významná pro správnou vládu – hudbu, obřady, kalendář, věštění a hospodářství; 30 kapitol „Dědičných rodů“ rekapituluje čínskou historii tentokrát z pohledu regionů, zahrnují i životopis Konfucia a některých významných císařských pomocníků a rádců; a konečně 70 kapitol „Příběhů“ obsahuje biografie významných osobností. Zpravidla se v kapitole autor věnuje jednomu či dvěma hrdinům, několik kapitol jsou však kolektivní životopisy několika osob spojených povoláním či postavením a mezi „Příběhy“ jsou zahrnuty jsou i historie nečínských států a národů sousedících s říší Chan. Poslední kapitola „Příběhů“ je věnována S’-ma Čchienovu rodu a samotným Zápiskům.
Zápisky historika byly soukromým dílem, nikoliv oficiální prací, což autorovi umožnilo využít méně formální sloh. Pro výstižné charakteristiky postav, neochvějnou snahu o pravdivost díla, kritické hodnocení vlád a císařů, jednoduchý a současně živý jazyk, se dílo stalo literárním vzorem pro historiky i spisovatele následujících staletí. Autory pozdějších dějin dynastií byla kromě jazyka a stylu přejímána i jeho struktura.
Kniha měla obrovský vliv na čínskou kulturu. Zavedla některé pojmy, jimiž Číňané začali strukturovat své dějiny a dějiny svého myšlení - například pojem taoismus, do té doby neznámý, který takto oddělil učení Lao-c' od hlavního proudu čínského myšlení. Dalším takovým pojmem je legismus, jímž byla jistá tradice rovněž vyňata z hlavního konfuciánského proudu a osamostatněna. Řadu těchto pojmů vymyslel již S’-ma Tchan.

### PřekladyZápisků historika
- S’-MA, Čchien. Kniha vrchních písařů : Výbor z díla čínského historika. Překlad Olga Lomová a Timoteus Pokora. 1. vyd. Praha: Karolinum, 2012. 648 s. ISBN 978-80-246-2154-8. Překlad zhruba čtvrtiny díla doplněný úvodní studií.
- СЫМА, Цянь. Исторические записки. В 9 т. Překlad Р. В. Вяткин et al. М.: Наука (Главная редакция восточной литературы)-Восточная литература, 1972–2010. («Памятники письменности Востока»; sv. XXXII). ISBN 5-02-018264-8. (rusky) Úplný překlad v devíti svazcích.
- SSU MA, Ch’ien. The Grand Scribe’s Records. Překlad William H. Niehauser et al. Bloomington: Indiana University Press, 1994–. (anglicky) Nedokončený překlad do angličtiny, roku 2010 vyšel šestý svazek.
- Records of the Grand Historian: Han Dynasty I. – II. Překlad Burton Watson. New York – Hong Kong: Renditions – Columbia University Press, 1993. (anglicky) Překlad částí Zápisků vztahujících se k dynastii Chan.
- Records of the Grand Historian: Qin Dynasty. Překlad Burton Watson. New York – Hong Kong: Renditions – Columbia University Press, 1993. Dostupné online. (anglicky) Překlad částí Zápisků vztahujících se k dynastii Čchin.

- Le mémoires historique de Se-ma Ts'ien. Překlad Edouarde Chavannes. Paris: Ernest Leroux, 1895–1905. Dostupné online. (francouzsky) Vydáno též Paris: Maisonneuve, 1962. Překlad části Zápisků.

## Zajímavost
S’-ma Čchienovo jméno nese planetka hlavního pásu 12620 Simaqian.